# Vincenzo Turturro
Vincenzo Turturro (ur. 7 października 1978 w Bisceglie) – włoski duchowny katolicki, arcybiskup, nuncjusz apostolski w Paragwaju.

## Życiorys
31 października 2003 otrzymał święcenia kapłańskie i został inkardynowany do diecezji Molfetta-Ruvo-Giovinazzo-Terlizzi. Otrzymał przygotowanie do służby dyplomatycznej na Papieskiej Akademii Kościelnej. W 2009 rozpoczął pracę w nuncjaturze apostolskiej w Zimbabwe. Następnie był sekretarzem nuncjatury w Nikaragui (2012–2015) i radcą nuncjatury w Argentynie (2015–2019). W 2019 został pracownikiem sekcji II Sekretariatu Stanu Stolicy Apostolskiej.

### Episkopat
29 grudnia 2023 papież Franciszek mianował go nuncjuszem apostolskim w Paragwaju oraz arcybiskupem tytularnym Rebellum. Sakry udzielił mu 9 marca 2024 Sekretarz Stanu kardynał Pietro Parolin, przy asyście m.in. papieża Franciszka.